# Oxysychus scolyti
Oxysychus scolyti är en stekelart som beskrevs av Yang 1996. Oxysychus scolyti ingår i släktet Oxysychus och familjen puppglanssteklar. Inga underarter finns listade i Catalogue of Life.